# Phalonidia olivogrisea
Phalonidia olivogrisea es una especie de polilla del género Phalonidia, categorizada en la tribu Cochylini, de la subfamilia Tortricinae. Fue descrita por Razowski & Wojtusiak en 2010.
Fue publicada en la revista Acta Zoologica Cracoviensia 53B: 77. Se distribuye por América del Sur: Perú, en el departamento de Huánuco, en la vía Huánuco y Tingo María.